# Mexcala
Genre
Mexcala est un genre d'araignées aranéomorphes de la famille des Salticidae.

## Distribution
Les espèces de ce genre se rencontrent en Afrique et au Moyen-Orient.

## Liste des espèces
Selon World Spider Catalog (version 25.5, 15/09/2024) :
- Mexcala agilis Lawrence, 1928
- Mexcala angolensis Wesołowska, 2009
- Mexcala caerulea (Simon, 1901)
- Mexcala elegans G. W. Peckham & E. G. Peckham, 1903
- Mexcala farsensis Logunov, 2001
- Mexcala fizi Wesołowska, 2009
- Mexcala formosa Wesołowska & Tomasiewicz, 2008
- Mexcala inopinata Wiśniewski & Wesołowska, 2024
- Mexcala kabondo Wesołowska, 2009
- Mexcala macilenta Wesołowska & Russell-Smith, 2000
- Mexcala meridiana Wesołowska, 2009
- Mexcala monstrata Wesołowska & van Harten, 1994
- Mexcala namibica Wesołowska, 2009
- Mexcala nigrocyanea (Simon, 1886)
- Mexcala ovambo Wesołowska, 2009
- Mexcala quadrimaculata (Lawrence, 1942)
- Mexcala rufa G. W. Peckham & E. G. Peckham, 1902
- Mexcala signata Wesołowska, 2009
- Mexcala smaragdina Wesołowska & Edwards, 2012
- Mexcala synagelese Wesołowska, 2009
- Mexcala torquata Wesołowska, 2009
- Mexcala vicina Wesołowska, 2009

## Systématique et taxinomie
Ce genre a été décrit par Peckham et Peckham en 1902 dans les Attidae.

## Publication originale
- Peckham & Peckham, 1902 : « Some new genera and species of Attidae from South Africa. » Psyche, vol. 9, p. 330-335 (texte intégral).